# Champions Trophy der Herren 2007
Die 29. Champions Trophy der Herren im Hockey fand vom 29. November bis 9. Dezember 2007 in der malaiischen Hauptstadt Kuala Lumpur statt. Nach 1993 war dies das zweite Mal, dass die Stadt Gastgeber dieser jährlichen Veranstaltung der weltbesten Hockeynationen wurde. Ursprünglich war die pakistanische Stadt Lahore als Austragungsort geplant, doch aufgrund der angespannten Sicherheitslage in Pakistan und der damit verbundenen Absagen einiger Teilnehmerländer entschied sich der Hockeyweltverband FIH für eine Verlegung.

## Teilnehmer
Nach der Feldhockey-Weltmeisterschaft der Herren 2006 in Mönchengladbach wurden folgende sechs Nationalmannschaften von der FIH als Teilnehmer festgelegt.
- Australien (Olympiasieger 2004 und Vizeweltmeister 2006)
- Niederlande (Titelverteidiger)
- Pakistan (ursprünglich vorgesehener Gastgeber)
- Deutschland (Weltmeister 2006)
- Spanien (Dritter der Weltmeisterschaft 2006)
- Südkorea (Vierter der Weltmeisterschaft 2006)

Durch die Verlegung der Veranstaltung nach Malaysia wurde des Weiteren noch die Teams von
- Großbritannien (England Fünfter der Weltmeisterschaft 2006)
- Malaysia (Gastgeber)

zugelassen.

## Ergebnisse
| Pl. |                | Sp. | Tore  | Pkt. |                  |
| --- | -------------- | --- | ----- | ---- | ---------------- |
| 1.  | Deutschland    | 7   | 21:14 | 16   | Finale           |
| 2.  | Australien     | 7   | 15:8  | 13   | Finale           |
| 3.  | Niederlande    | 7   | 22:17 | 12   | Spiel um Platz 3 |
| 4.  | Südkorea       | 7   | 18:13 | 12   | Spiel um Platz 3 |
| 5.  | Spanien        | 7   | 21:15 | 11   | Spiel um Platz 5 |
| 6.  | Großbritannien | 7   | 9:19  | 7    | Spiel um Platz 5 |
| 7.  | Pakistan       | 7   | 12:20 | 5    | Spiel um Platz 7 |
| 8.  | Malaysia       | 7   | 11:23 | 1    | Spiel um Platz 7 |

| 29. November 2007 |           |                |                  |
| Großbritannien    | 0:4 (0:1) | Niederlande    |                  |
| Deutschland       | 5:2 (3:1) | Pakistan       |                  |
| Südkorea          | 2:2 (1:2) | Spanien        |                  |
| Malaysia          | 0:2 (0:1) | Australien     |                  |
| 30. November 2007 |           |                |                  |
| Pakistan          | 2:0 (0:0) | Spanien        |                  |
| Niederlande       | 3:1 (2:1) | Malaysia       |                  |
| Großbritannien    | 0:4 (0:1) | Deutschland    |                  |
| Südkorea          | 1:0 (0:0) | Australien     |                  |
| 2. Dezember 2007  |           |                |                  |
| Spanien           | 3:3 (2:1) | Niederlande    |                  |
| Malaysia          | 2:3 (1:0) | Großbritannien |                  |
| Deutschland       | 2:1 (0:1) | Südkorea       |                  |
| Pakistan          | 1:2 (0:1) | Australien     |                  |
| 3. Dezember 2007  |           |                |                  |
| Niederlande       | 2:6 (1:1) | Südkorea       |                  |
| Australien        | 1:0 (1:0) | Großbritannien |                  |
| Deutschland       | 4:1 (3:0) | Spanien        |                  |
| Pakistan          | 2:2 (2:0) | Malaysia       |                  |
| 5. Dezember 2007  |           |                |                  |
| Großbritannien    | 4:1 (3:0) | Pakistan       |                  |
| Niederlande       | 3:3 (2:1) | Deutschland    |                  |
| Australien        | 2:3 (0:2) | Spanien        |                  |
| Malaysia          | 2:3 (2:1) | Südkorea       |                  |
| 6. Dezember 2007  |           |                |                  |
| Australien        | 3:3 (2:2) | Niederlande    |                  |
| Pakistan          | 3:3 (1:1) | Südkorea       |                  |
| Spanien           | 5:0 (2:0) | Großbritannien |                  |
| Malaysia          | 2:3 (0:2) | Deutschland    |                  |
| 8. Dezember 2007  |           |                |                  |
| Malaysia          | 2:7 (0:4) | Spanien        |                  |
| Niederlande       | 4:1 (2:1) | Pakistan       |                  |
| Großbritannien    | 2:2 (1:0) | Südkorea       |                  |
| Australien        | 5:0 (2:0) | Deutschland    |                  |
| 9. Dezember 2007  |           |                |                  |
| Pakistan          | 3:2 (1:0) | Malaysia       | Spiel um Platz 7 |
| Spanien           | 4:2 (2:2) | Großbritannien | Spiel um Platz 5 |
| Niederlande       | 3:2 (2:0) | Südkorea       | Spiel um Platz 3 |
| Deutschland       | 1:0 (1:0) | Australien     | FINALE           |